# Багажник (фильм, 1961)
«Багажник» (англ.: The Trunk) — британский фильм 1961 года режиссёра Донована Уинтера.

## Сюжет
Неприятности начинаются, когда Лиза выходит замуж за Генри, британского юриста. Стивен, ревнивый бывший бойфренд Лизы решает отомстить. По договорённости с Дианой, бывшей девушкой Генри, он обманом заставляет Лизу поверить, что она в ссоре убила Диану. Диана симулирует смерть. Стивен максимально оставляет «улики убийства» и организует свидетелей ссоры. Когда Лиза увидев «труп» Дианы впадает в панику, Стивен предлагает избавиться от тела за 2000 фунтов стерлингов. Получив деньги от Лизы, Стивен кладет тело Дианы в багажник и отвозит в уединенное место. Когда он останавливается, чтобы вытащить её из багажника, он обнаруживает, что она действительно мертва — убита. Оказывается, об их плане узнал Николас Штайнер, бывший любовник Дианы, и решил отомстить, действительно убив Диану когда та лежала в багажнике, а Стивен ходил за деньгами.

## В ролях
- Филип Кэри — Стивен Дорнинг
- Джулия Арнолл- Лиз Мейтленд
- Дермот Уолш — Генри Мейтленд
- Вера Дэй — Диана
- Питер Суонвик — Николас Штайнер
- Джон Аткинсон — Мэтт
- Бетти Ле Бо — Мария
- Тони Куинн — портье
- Роберт Сэнсом — управляющий банком
- Пиппа Стэнли — миссис Стэнхоуп
- Ричард Меллор — сэр Хьюберта
- Николас Таннер — полицейский

## Критика
Малоизвестный низкобджетный независимый чёрно-белый фильм, в своё время в кинопрокате в Великобритании и США шёл в качестве double bills, и, как отмечет сайт TV Guide: «фильм был плохо спродюсирован и это для его же блага». В современной фильму рецензии в газете «New York Times» кинокритик Босли Краузер назвал фильм «глупой мелодрамой», которая «на несколько километров удалена от Агаты Кристи» и по поводу участия в фильме известного американского актёра Филипа Кэри писал: «Теперь, когда британцы импортируют американских актеров для совершения убийств в своих малобюджетных фильмах, они, похоже, утратили свой талант. По крайней мере, так это выглядит в фильме „Багажник“»